# Cinara horii
Cinara horii är en insektsart som beskrevs av Inouye 1941. Cinara horii ingår i släktet Cinara och familjen långrörsbladlöss. Inga underarter finns listade i Catalogue of Life.